# عفت مرادی‌زاده
عفت مرادی‌زاده (زادهٔ ۱۳۰۸ در روستای قوجمز، استان گلستان) مشهور به یوفک دایزه، هنرمند پیشکسوت ابریشم‌بافی اهل ایران و گنجینهٔ زندهٔ بشری و حامل میراث ناملموس این هنر است. نام وی با شماره ۴۱ در فهرست مفاخر میراث ناملموس ملی ثبت شده‌است.

## زندگی‌نامه
وی در سال ۱۳۰۸ در روستای قوجمز شهرستان کلاله زاده شد و هنرهای سنتی و دستی را از مادر و مادربزرگش آموخت. از سن ۸ سالگی به‌صورت حرفه‌ای به بافت پارچه‌های پشمی یا پنبه‌ای، ابریشم‌بافی، سوزن‌دوزی و نخ‌ریسی روی آورد و در حدود ۷۰ سال است که به «ابریشم‌بافی» مشغول است. او تمامی مراحل فرآوری ابریشم، از پرورش کرم ابریشم تا رنگرزی، بافت و چله‌کشی را شخصاً انجام می‌دهد.
او در نمایشگاه‌های ملی و بین‌المللی گوناگونی به‌عنوان استادکار ماهر و باتجربه حضور داشته و تقدیرنامه‌های فراوانی از سازمان‌های مختلف دریافت داشته‌است که از آن جمله می‌توان به دریافت تقدیرنامه در «جشنواره بین‌المللی اقوام ایران‌زمین» در استان گلستان، «نمایشگاه بین‌المللی صنایع‌دستی» در تهران و «نمایشگاه سراسری صنایع دستی خراسان رضوی» اشاره کرد.